# Georgios Gemistos Pléthón

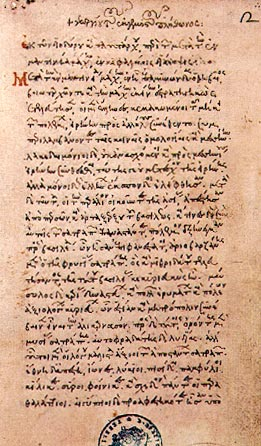
Jeden z Plethonových rukopisů, napsán na počátku 15. století v Řecku

Georgios Gemistos Plethon (také Pletho, řecky Γεώργιος Πλήθων Γεμιστός; kolem 1355. Konstantinopol – 26. června 1452, Mystra) byl řecký novoplatonik, filosof, nejvýznamnější učitel poslední generace byzantských vzdělanců. Jako student se zamiloval do Platóna, a proto později přijal podobně znějící jméno Plethon. Po mnoha staletích se poprvé opět obracel k antickým řeckým autorům ne pro formální dokonalost jejich antické řečtiny, ale pro jejich myšlenkové bohatství. Během pobytu ve Florencii hluboce zapůsobil na Cosima de Medici, který následně založil novou platónskou akademii.

## Život
Gemistos (= řecky naplněný) se narodil kolem roku 1355 pravděpodobně v Konstantinopoli, byzantincům, žijícím v Mistře v Peloponésii, poblíž antické Sparty. Odešel studovat do Adrianopole (dnešní Edirne), která byla hlavním městem Osmanské říše. Zde jej prý hebrejský mystik Elisaios seznámil s naukami Zoroastrovými a začal se zde také věnovat studiu Platóna, kterým byl tak posedlý, že si později dal podobné jméno Plethon.
Po návratu zpět do Mistry se dal na dráhu učitele, soudce, filosofa a spisovatele. Kromě filosofie učil také astronomii, historii a zeměpis. V roce 1438 byl pozván císařem Janem VIII. na koncil do Ferrary, který pokračoval o rok později ve Florencii. Zde představil svůj spis De differentiis, o rozdílech mezi Platónovým a Aristotelovým pojetím Boha. Nastínil zde Platónovo učení a snažil se uvolnit lpění na Aristotelovi, jehož myšlení zastávala západní Evropa po osm století. Během svého pobytu ve Florencii přiměl Cosima de Medici k založení Platónské akademie.
Plethon zemřel v Mystře v roce 1452. Někteří jeho italští stoupenci, v čele se Sigismondem Pandolfo Malatestou, ukradli jeho ostatky a pohřbili jej v kostele S. Františka v Rimini známém pod názvem Tempio Malatestiano, slavné stavbě Leona Battisty Albertiho.

## Filozofie

### Reorganizace řecké společnosti
Ve zralém věku, který prožil Gemistos v Mystře na dvoře peloponéského despoty Theodóra II., se začal zabývat myšlenkami na novou organizaci řecké společnosti v duchu Platóna a starého helénství.
Své návrhy předložil ve dvou memorandech, jedno adresováno císaři Manuelu II. a druhé despotovi Theodórovi. Plethon v duchu čistého helénství nespojuje Konstantinopol s ideou Říma, ale se starou peloponéskou kolonií Byzantion. Rozvádí zde na základě sociologických úvah návrhy na ekonomickou reformu. Zdůrazňuje, že Peloponés je zemědělská krajina, ostře kritizuje tvrdé vybírání daní a odvody mužů k vojenské službě a ukazuje, jak tyto zásahy snižují zemědělskou produktivitu, která je pro společnost stejně tak významná, jako zajištění obrany. Doporučuje regulaci dovozu i vývozu a zavedení cel. Stejně jako Platón se i Plethon staví do role filozofa, který radí svému vladaři.

### Pojetí Boha a člověka
V prvních třech odstavcích spisu De differentiis Plethon porovnává Aristotelovo a Platónovo pojetí Boha. Platónův Bůh je nejvyšším panovníkem, stvořitelem všech druhů substancí, a tím pádem stvořitelem veškerého univerza. Na druhou stranu Aristoteles nikdy nenazývá Boha stvořitelem čehokoliv, ale pouze hybnou silou vesmíru.
Podle Plethona je Bohem Zeus tvůrce a všemocný vládce, který je sám v sobě, chovaje ve svém nitru sjednoceně a nedělitelně, co poté zvlášť ze sebe vypouští, čině tak své dílo něčím plně jednotným a celistvým, a rovněž, jak je jen možné, úplným a nejlepším... . Druhým v jeho hierarchii je Poseidón, nejstarší Diův syn, zrozený bez matky, který získal právo rodit a tvořit. Héra představuje hmotu, v jejímž lůně věci získávají bytí. Gemistos nepovažuje hmotu za nižší stupeň bytí. Nejstarším bohem, sídlícím na Olympu, je Helios, pán nebe a zdroj smrtelnosti na zemi. Bohové jsou zodpovědní za dobro a život bez zla, vedou životy všech k životu božímu. Plethon popisuje vesmír jako dokonalý, mimo prostor a čas, věčný, bez konce. Člověk je pro něj spojovacím článkem, stmelujícím vesmír v jedno, má nesmrtelnou duši kvůli harmonii vesmíru, lidé jsou svou přirozeností blízcí bohům.

## Dílo

### De differentiis
Zatímco Řekové a Římané kladli podle Plethona Platóna nad Aristotela, měli bychom být nyní na Západě moudřejší než naši předkové. Nevšimli si, že Aristoteles tvrdil tak pošetilou věc, jakou je smrtelnost duše. V programovém úvodu tohoto spisu ohlásil úmysl podniknout po vzoru církevních otců obranu Platóna a sesadit z trůnu v západní teologii přeceňovaného Aristotela. Do centra jeho kritiky se dostane zjištění, že Aristoteles nezastával v základních axiomech žádné jasné předpoklady. V první kapitole se dočteme, že Aristoteles učil o Bohu pouze jako o konečné příčině pohybu. Kritika se týká též určení lidského nous, o němž v Metafyzice (XII.3.1070 a24-27) tvrdí, že je nepomíjející, přičemž v Etice Nikomachově se této myšlenky vzdává. Kritizuje i zdůrazňování přednosti první substance vůči obecnému a Aristotelovu kritiku platónského učení o idejích. Následkem odmítnutí idejí zůstane Aristotelovi samotné učení o věčném pohybu, které odporuje křesťanství.

### Shrnutí nauky Zoroastrovy a Platónovy
Tento spis obsahuje Plethonovo pojetí bohů a postavení člověka ve vesmíru. Bohové, sídlící na Olympu, nemají rysy křesťanského Boha. (viz Plethonovo pojetí Boha a člověka).

### Nómoi
Z knihy, jež byla nalezena po Plethonově smrti, se zachovaly jen malé zlomky, neboť byla na příkaz patriarchy Gennadia spálena na hranici jako kniha kacířská. Úvodní věta vystihuje dosti přesně, o čem vlastně dílo je: Toto je kniha o zákonech a nejlepší ústavě i o tom, jak mají lidé smýšlet, jak mají žít v soukromém i veřejném životě, aby prožili v souladu s lidskými možnostmi svůj život co nejlépe a co nejšťastněji.
Plethon se zabýval teologickým systémem, založeným na novoplatónském učení o idejích, jež označoval jmény dávných řeckých božstev. Právě tato kniha obsahuje Plethonovu Teologii podle Zoroastra a Platóna. Pojednává o jednotlivých božstvech, která uvedla ve známost filozofie, nevykládá jejich původní řecká jména podle rozmanitých a často protikladných názorů básníků, ale znovu je spojuje s filozofií. Dále obsahuje Etiku podle stoiků, latinskou Ústavu, platónské nauky o státě, poučení o dobře uspořádaných obřadech aj. Kniha se dotýká i základů logiky, řeckých starožitností a trochu i zdravého způsobu života.